# 街机主板

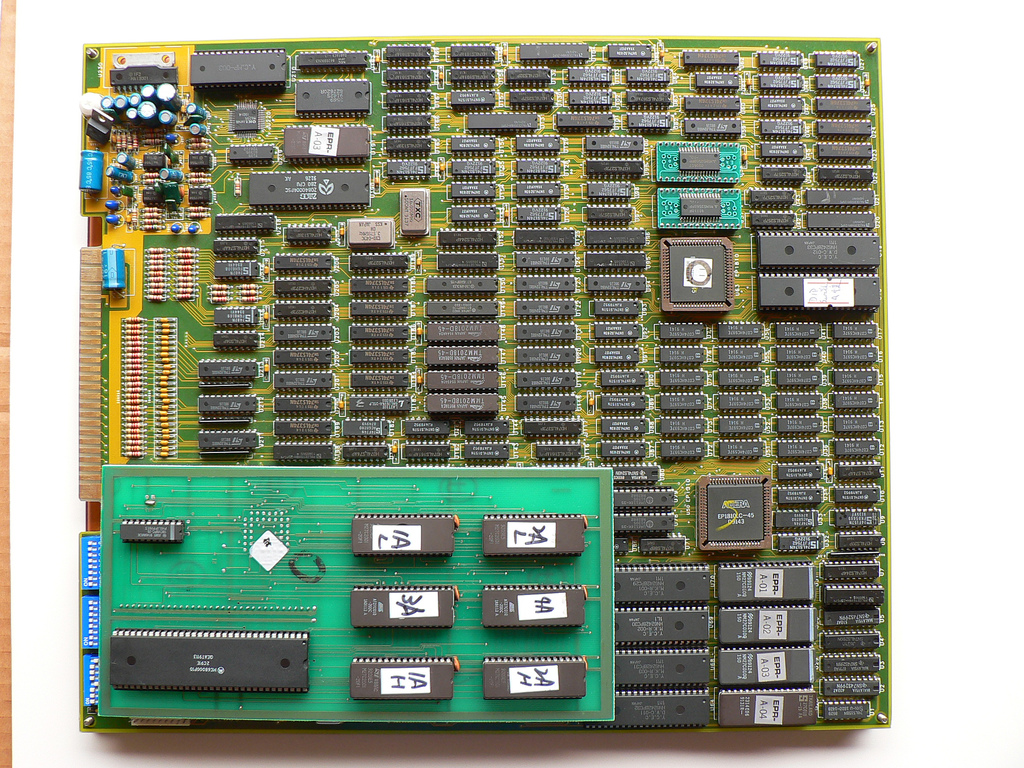
快打旋風II街機的主機板

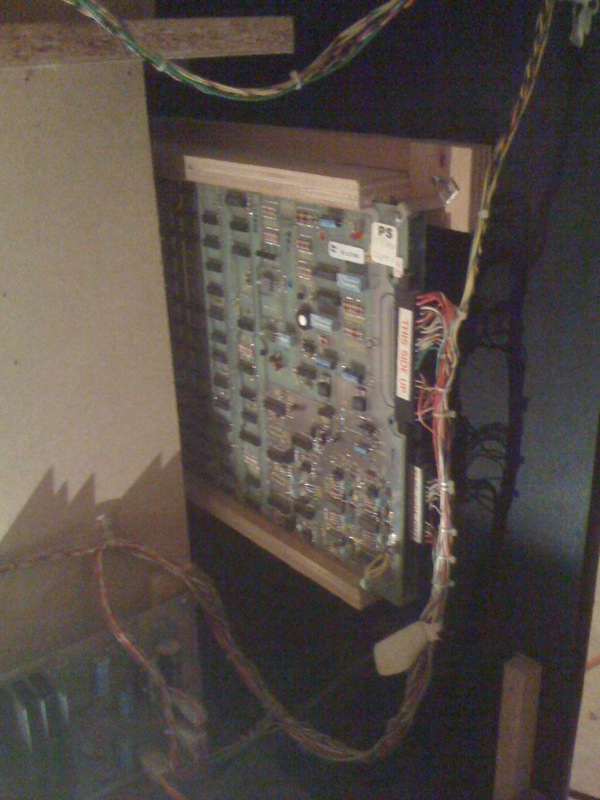
暴風雨街機的主機板

街機主機板（又译作），是針對街機（主機）所設計的主機板。

## 各支援互換的主機板
以下是針對家用遊戲機，支援互換的主機板。
| 家用遊戲機                  | 支援互換的主機板                           |
| --------------------------- | ------------------------------------------ |
| FC遊戲機/NES                | 任天堂對戰系統 PlayChoice-10               |
| 世嘉 Mark III/Master System | Sega System E                              |
| Mega Drive                  | Sega System C-2                            |
| 世嘉土星                    | Sega STV(ST-V)                             |
| Dreamcast                   | Sega NAOMI Sammy Atomiswave Sega System SP |
| 任天堂GameCube              | Triforce                                   |
| PlayStation 2               | Namco System 246                           |
| PlayStation 3               | Namco System 357                           |

## 各遊戲廠商的主機板
某些板子是和街機綁定在一起設計的。

### 雅達利
- 乓 （1972年－1976年）
- Atari 6800 Based （1976年－1979年）
- Atari 6502 Black & White Raster （1976年－1980年）
- Atari 6502 Color Raster （1977年－1989年）
- Atari 6502 Vector （1979年－1980年）
- Atari Centipede Hardware （1980年－1983年）
- Atari Cyberball Hardware （1989年）
- Atari Gauntlet Hardware （1985年－1988年）
- Atari Hard Drivin' Hardware （1988年－1993年）
- Atari Missile Command Hardware （1980年－1983年）
- Atari Kangaroo （1982年－1983年）
- Atari Star Wars Vector （1983年－1985年）
- Atari System 1 （1984年－1987年）
- Atari System 2 （1984年－1988年）
- Atari 68000 Based （1982年－1992年）
- Atari DUAL 68000 Based （1989年－1990年）
- Atari G1 （1990年）
- Atari G42 （1991年－1992年）
- Atari Arcade Classics Hardware （1992年）
- Atari GX2 （1992年）
- Atari GT （1994年）
- Atari Cojag （1994年－1996年）
- Atari Playstation （1996年）
- Atari Phoenix （1996年）
- Atari Flagstaff （1996年－1997年）
- Atari Seattle （1997年－1998年）
- Atari Media GX （1998年）
- Atari Vegas （1998年－1999年）
- Atari Denver （1999年－2003年）

### Bally
- Bally Sente Sac 1 （1984年－1987年）
- Bally Sente Sac 2 （1987年）

### BrezzaSoft
- Crystal System （2001年－2003年）

### 卡普空
- Capcom Commando Hardware （1985年－1988年）
- Capcom Section Z Hardware （1985年－1987年）
- CP System （1988年－1995年）
- CP System II（英语：CP System II） （1993年－2003年）
- CP System III （1996年－1999年）

### Cave
- Cave 1st Generation （1994年－2001年）
- Cave CV1000B （2004年－2007年）
- Cave CV1000D （2008年－2012年）
- Cave PC Based （2009年）

### CD Express
- Cubo CD32 （1995年－1999年）

### Data East
- DECO Cassette System （1980年－1985年）
- DECO Laserdiscs （1983年－1985年）
- DECO 8-bit （1986年－1988年）
- DECO 16-bit （1987年－1990年）
- DECO 32-bit （1991年－1995年）
- DECO Simple 156 （1993年－1996年）
- DECO MLC System （1995年－1996年）

### Eolith
- Eolith System （1998年－2001年）
- Eolith 16-bit （1999年）
- Eolith Vegas （2002年）
- Eolith Ghost （2003年－2005年）

### Examu
- eX-BOARD （2008年－2010年）

### Fuuki
- FG-2 （1995年－1996年）
- FG-3 （1998年－2000年）

### Gaelco
- Gaelco GAE1 （1994年）
- Gaelco GAE2
- Gaelco GG-1v （1998年）
- Gaelco 3D （1996年－1998年）
- Gaelco PowerVR Based （1999年－2002年）
- Gaelco PC Based （2003年－2005年）

### ICE
- VP101 （2002年－2004年）

### IGS
- PolyGame Master （1997年－2005年）
- PolyGame Master 2 （2007年－2011年）
- PolyGame Master 3 （2012年）

### Incredible Technologies
- Incredible Technologies 8-bit Hardware （1988年－1992年）
- Incredible Technologies 32-bit Hardware （1992年－2002年）
- Incredible Technologies Eagle Hardware （1999年－2003年）
- Incredible Technologies PC Based Hardware （2004年）

### Interpark
- NEXUS 3D （2006年－2007年）

### Irem
- Irem M-10/M-15 （1979年－1980年）
- Irem M-27 （1980年－1981年）
- Irem M-52 （1982年－1983年）
- Irem M-62 （1984年－1986年）
- Irem M-63 （1984年－1985年）
- Irem M-72 （1987年－1990年）
- Irem M-73 （1991年）
- Irem M-75 （1988年）
- Irem M-77 （1988年）
- Irem M-81 （1989年－1990年）
- Irem M-82 （1989年－1990年）
- Irem M-84 （1989年－1991年）
- Irem M-85 （1990年）
- Irem M-90 （1991年）
- Irem M-92 （1991年－1994年）
- Irem M-97 （1992年－1993年）
- Irem M-107 （1993年－1995年）

### Jaleco
- Mega System 1 （1988年－1993年）
- Mega System 32 （1993年－1997年）
- Jaleco Tetris Plus 2 （1997年－2000年）

### Kaneko
- Kaneko 16-bit （1991年－1995年）
- Super Kaneko Nova System （1996年－2002年）

### 科樂美
- Konami Dual 68000 Based Hardware （1986年－1988年）
- Konami Blades Of Steel Based Hardware （1986年－1987年）
- Konami Xexex Based Hardware （1990年－1994年）
- Konami Chequered Flag Based Hardware （1987年－1992年）
- Konami Twin 16 （1987年－1989年）
- Bubble System （1985年）
- Konami GX400 （1985年－1987年）
- Mystic Warriors Based Hardware （1993年）
- Konami GX （1994年－1997年）
- Konami GQ （1995年）
- Konami ZR-107 （1995年－1996年）
- Konami Baby Phoenix / GV System （1996年－2000年）
- Konami GTI Club （1996年－1997年）
- Konami M2 （1997年－1998年）
- Konami Cobra System （1997年）
- Bemani DJ-Main （1997年－2002年）
- Konami Hornet （1998年－2000年）
- Konami NWK-TR （1998年－1999年）
- Konami System 573 （1998年－2003年）
- Bemani System 573 Analog （1998年－1999年）
- Bemani System 573 Digital （1999年－2004年）
- Konami TMNT Based Hardware （1988年－1991年）
- Konami TMNT 2 Based Hardware （1990年－1993年）
- Konami X-Men Based Hardware （1991年－1992年）
- Bemani Twinkle （1999年－2002年）
- Bemani Firebeat （2000年－2003年）
- Bemani GSAN1 （2000年）
- Konami Viper （2000年－2005年）
- Konami Pyson （2001年－2005年）
- Konami Bemani Viper （2003年－2006年）
- Konami Bemani PC Based （2003年－）
- Konami PC Based （2004年－）
- Konami Bemani PlayStation 2 Based （2005年－2007年）

### Limenko
- Power System 2 （2000年－2003年）

### Metro
- Metro System （1992年－2000年）

### MicroProse
- MicroProse 3D Hardware （1990年－1993年）

### Midway
- Astrocade （1982年－1985年）
- MCR （1981年）
- MCR II （1981年－1984年）
- MCR III （1983年－1985年）
- MCR-68K （1984年－1990年）
- Y-Unit （1991年－1992年）
- T-Unit （1992年－1994年）
- Wolf Unit （1994年－1997年）
- X-Unit （1994年）
- V-Unit （1994年－1997年）
- Killer Instinct Hardware （1994年－1995年）
- Midway Seattle （1997年－1999年）
- Zeus （1997年－1999年）
- Midway Vegas （1998年－2000年）
- Zeus II （1999年－2000年）
- Quicksilver II （1999年－2000年）
- Atlantis （2000年）
- Graphite （2001年－2002年）

### Mitchell
- Mitchell System （1988年－1991年）

### 南夢宮/萬代南夢宮
- Namco Galaxian （1979年－1982年）
- Namco Pac-Man （1980年－1983年）
- Namco Galaga （1981年－1984年）
- Namco Pole Position （1982年－1983年）
- Namco Super Pac-Man （1982年－1985年）
- Namco Phozon （1983年－1984年）
- Namco Libble Rabble （1983年－1986年）
- Namco Pac-Land （1984年－1985年）
- Namco System 86 （1986年－1987年）
- Namco System 1 （1987年－1991年）
- Namco System 2 （1987年－1993年）
- Namco System 21 （1988年－1993年）
- Namco NA-1 （1992年－1995年）
- Namco NB-1 （1993年－1997年）
- Namco System FL （1993年－1995年）
- Namco System 22 （1993年－1995年）
- Namco System 11 （1994年－1999年）
- Namco System Super 22 （1995年－1997年）
- Namco ND-1 （1995年－1996年）
- Namco System 12 （1997年－2001年）
- Namco Gorgon / System 22.5 （1997年）
- Namco System 23 （1997年－1999年）
- Namco System Super 23 （1998年－1999年）
- Namco System Super 23 GMEN （1998年－1999年）
- Namco System Super 23 Evolution 2 （1999年）
- Namco System 10 （2000年－2005年）
- Namco System 246 （2000年－2008年）
- Namco System 256 （2004年－2010年）
- Triforce （2005年－2007年）
- Namco System N2 （2005年－2010年）
- Namco System Super 256 （2006年）
- Namco System 357（英语：Namco System 357） （2007年－）
- Namco System ES1 （2009年－2014年）
- Namco System 369 （2011年－2012年）
- Namco System 147 （2011年）
- Namco System ES2 Plus （2012年）
- Namco System ES3 （2013年－）

### 任天堂
- Nintendo Classic （1981年）
- 任天堂對戰系統 （1984年－1990年）
- PlayChoice-10 （1986年－1992年）
- Super System （1991年－1992年）
- Triforce （2002年－2007年）
- Unnamed Wii-based arcade board（2008年）

### 彩京
- Psikyo 1st Generation （1993年－1996年）
- Psikyo SH-2 （1997年－2002年）

### RCI
- NEO STANDARD （2011年）

### 颯美
- SSV （Sammy、Seta、Visco） （1993年－2001年）
- Atomiswave （2003年－2009年）

### 世嘉
- Sega G80 （1981年）
- Sega System 1 （1983年－1987年）
- Sega System 2 （1985年－1988年）
- Sega System E （1985年－1988年）
- Sega System 16 （1985年－1994年）
- Sega Space Harrier Hardware （1985年－1992年）
- Sega Out Run Hardware （1986年－1991年）
- Sega X Board （1987年－1990年）
- Sega Y Board （1988年－1991年）
- Sega System 18 （1989年－1992年）
- Sega System 24 （1988年－1994年）
- Sega Mega-Tech （1988年－1992年）
- Sega System C-2 （1989年－1995年）
- Sega System 32 （1990年－1995年）
- Sega System Multi 32 （1992年－1994年）
- Sega Model 1 （1992年－1994年）
- Sega Mega-Play （1993年）
- Sega Model 2 （1993年－1994年）
- Sega Model 2A-CRX （1994年－1998年）
- Sega Model 2B-CRX （1994年－1998年）
- Sega ST-V （1995年－2000年）
- WhiteStar （1995年－2004年）
- Sega Model 2C-CRX （1996年－1998年）
- Sega Model 3 Step 1.0 （1996年－1997年）
- Sega Model 3 Step 1.5 （1996年－1998年）
- Sega Model 3 Step 2.0 （1997年－1998年）
- Sega Model 3 Step 2.1 （1998年－1999年）
- Sega NAOMI （1998年－2009年）
- Sega Hikaru （1999年－2002年）
- Sega NAOMI 2 （2001年－2006年）
- Triforce （2002年－2006年）
- Sega Chihiro （2002年－2008年）
- Sega Lindbergh （2005年－2013年）
- Sega Europa-R （2008年－2011年）
- Sega RingWide （2009年－2012年）
- Sega RingEdge （2009年－）
- Sega RingEdge2 （2011年－）
- Sega Nu (2013-)
- Sega Nu SX (2013-)
- Sega Nu 1.1 (2015-)
- Sega Nu SX 1.1(2015-)
- Sega Nu 2 (2016-2017)
- ALLS UX (2018-)

### Seibu
- Seibu SPI System （1995年－1999年）

### SI Electronics
- System Board Y2 （2009年－2010年）

### Seta
- Seta 1st Generation （1987年－1996年）
- Seta 2nd Generation （1993年－2002年）
- Seta Aleck64 （1998年－2004年）

### Skonec
- SkoPro （2008年）

### SNK
- SNK Rockola Hardware （1980年－1982年）
- SNK Marvin's Maze Hardware （1983年－1984年）
- SNK Main Event Hardware （1984年－1985年）
- SNK Hall 21 Based （1985年）
- SNK Triple Z80 Based （1985年－1988年）
- SNK Ikari Warriors Hardware （1986年－1988年）
- SNK Psycho Soldier Hardware （1986年－1988年）
- SNK Alpha 68K Based Hardware （1987年－1989年）
- SNK 68K Based Hardware （1988年－1989年）
- SNK Beast Busters Hardware （1989年）
- Multi Video System（日语：Multi Video System） （1990年－2004年）
- Hyper Neo Geo 64 （1997年－1999年）

### 索尼
- ZN-1 （1995年－2000年）
- ZN-2 （1997年－1999年）

### 太東
- Taito 8080 Based （1977年－1982年）
- Taito SJ System （1982年）
- Taito Nunchacken Hardware （1985年）
- Taito Super Qix Hardware （1986年－1987年）
- Taito N.Y Captor Hardware （1986年）
- Taito Kick and Run Hardware （1986年）
- Taito Bubble Bobble Hardware （1986年）
- Taito X System （1988年－1992年）
- Taito Ninja Warriors Hardware （1987年－1989年）
- Taito Darius 2 Twin Screen Hardware （1989年－1991年）
- Taito Toaplan Hardware （1987年－1989年）
- Taito The Newzealand Story Hardware （1987年－1989年）
- Taito AIR System （1988年－1990年）
- Taito Top Speed Hardware （1987年－1990年）
- Taito Bonze Adventure Hardware （1988年－1994年）
- Taito Z System （1987年－1991年）
- Taito H System （1988年－1989年）
- Taito B System （1988年－1994年）
- Taito L System （1988年－1993年）
- Taito F1 System （1989年－1992年）
- Taito F2 System （1988年－1993年）
- Taito F3 System （1992年－1998年）
- Taito FX-1A System （1995年－1997年）
- Taito JC System （1995年－1998年）
- Taito FX-1B System （1996年－1997年）
- Taito Wolf System （1997年）
- Taito PPC JC System （1998年）
- Taito G-NET （1998年－2005年）
- Taito Type-Zero （1999年－2002年）
- Type X （2004年－2010年）
- Type X+ （2005年－2007年）
- Type X2 （2007年－2014年）
- Type X Zero （2011年－）
- Type X3 （2012年－）

### 特庫摩
- TPS System （1997年－2001年）

### Terminal
- TIA-MC-1

### Williams
- Williams 6809 REV.1 （1980年－1985年）
- Williams 6809 REV.2 （1983年－1986年）
- Williams Z-Unit （1988年）
- Williams/Midway Y UNIT （1990年－1992年）